# Joseph Anton Laucher
Joseph Anton Laucher   (Ebershausen, gener 1737 - Dillingen an der Donau, 11 d'octubre de 1813) fou un compositor alemany.
A més de compositor era concertista de corn. Fou director de música a Dillingen del Danubi, i publica les obres següents: 18 himnes de vespres a 4 veus, dos violins, orgue, violoncel i dos corns, seguits d'un Te Deum i d'un Veni Sancte Spiritus (Augsburg, 1786), i un Sacrificium mortuorum seu III missae solemnes, breves tamem, de Requiem, etc. (Espira, 1792).